# هیپوریک اسید
هیپوریک اسید (به انگلیسی: Hippuric acid) با فرمول شیمیایی C۹H۹NO۳ یک ترکیب شیمیایی با شناسه پاب‌کم ۴۶۴ است. که جرم مولی آن ۱۷۹٫۱۷ g/mol می‌باشد. این ماده در آب و الکل انحلال پذیر است و مقداری از آن در ادرار پستانداران مشاهده می شود.